# Par les chemins de l'espace
Par les chemins de l'espace est un album de la série de bande dessinée Valérian et Laureline créée par Pierre Christin, scénariste, Jean-Claude Mézières, dessinateur et Evelyne Tran-Lê, coloriste.
C'est le recueil de plusieurs histoires courtes de 16 planches des débuts de la série, publiées entre 1969 et 1970 dans le trimestriel Super Pocket Pilote des éditions Dargaud.
Alors qu'il travaille sur la première histoire, Le Grand Collectionneur, Jean-Claude Mézières doit partir aux États-Unis sans avoir le temps de la terminer. Il demande alors à Jean Giraud de le dépanner, et d'encrer les dernières cases de l'histoire.

## Synopsis

### Le Grand Collectionneur
Valérian est capturé par un monstre gigantesque qui collectionne les êtres intelligents du cosmos.

### Les Engrenages d’Uxgloa
L'astéroïde Uxgloa voit d'incessantes batailles entre des seigneurs de la guerre à la tête d'armées de "clones" (en fait leurs doubles passés et futurs). Pris dans ce tourbillon, Valérian devra maîtriser la technologie décadente d'Uxgloa pour revenir sur Terre.

### Tsirillitis l’astéroïde
Laureline vient sauver Valérian, attaqué par une méduse étrange sur un astéroïde pourtant vide. En pénétrant dans la planète, les deux agents spatio-temporels découvrent une créature énorme... qui désire les dévorer !

### La Planète triste
Valérian échoue sur un monde dévasté par la guerre. Il doit l'explorer pour pouvoir repartir et aider la population survivante.

### Drôles de spécimens
Valérian, Laureline et deux savants étudient une planète divisée en quatre : l'une des "tranches" accélère le vieillissement, l'autre rajeunit, la troisième agrandit, la quatrième rapetisse. Bien entendu, les Terriens deviennent vite eux-mêmes des sujets d'expérience !

### Le Fflumgluff de l’amitié
Valérian arrive à un rendez-vous juste à temps pour voir son collègue tué par une plante monstrueuse. Il va remonter le temps de proche en proche pour empêcher le drame.

### Triomphe de la technique
Mission facile pour Valérian : impressionner de paisibles « primitifs » avec la technologie terrienne, histoire qu'ils acceptent une station de transmissions sur leur territoire. Si facile ? Non, car les « primitifs » en question ont de l'humour et du répondant.
Cette dernière histoire préfigure, en moins triste, Bienvenue sur Alflolol.

## Publications en français

### Dans des périodiques
Dans Super Pocket Pilote aux éditions Dargaud
- Le Grand Collectionneur, 16 planches dans le Super Pocket Pilote no 3 de mars 1969.
- Les Engrenages d’Uxgloa, 16 planches dans le Super Pocket Pilote no 4 de juin 1969.
- Tsirillitis l’astéroïde, 16 planches dans le Super Pocket Pilote no 5 de septembre 1969.
- La Planète triste, 16 planches dans le Super Pocket Pilote no 6 de décembre 1969.
- Drôles de spécimens, 16 planches dans le Super Pocket Pilote no 7 de mars 1970.
- Le Fflumgluff de l’amitié, 16 planches dans le Super Pocket Pilote no 8 de juin 1970.
- Triomphe de la technique, 16 planches dans le Super Pocket Pilote no 9 de septembre 1970.

### En albums
- Par les chemins de l'espace, collection 16/22 no 3, 80 pages, éd. Dargaud 1979, réédition en 1984. Cette 1re édition ne comprend que 5 histoires : Le Fflumgluff de l’amitié, Tsirillitis l’astéroïde, Les Engrenages d’Uxgloa, La Planète triste et Triomphe de la technique.
- Par les chemins de l'espace, 128 pages, éd. Dargaud 1997, réédition en 2017. Cette seconde édition comprend l'intégrale des 7 histoires courtes.

### Documentation
- Ben, « On reviendra danser chez spatio-temporel », BoDoï, no 1,‎ octobre 1997, p. 38.